# 1361
Het jaar 1361 is het 61e jaar in de 14e eeuw volgens de christelijke jaartelling.

## Gebeurtenissen
januari
- januari - Na de dood van Diederik van Heinsberg laait de Loonse Successieoorlog weer op. Diederiks neef Godfried van Dalenbroek eist de successie op, maar bisschop Engelbert III van Luik verklaart dat Loon bij het bisdom wordt ingelijfd.

mei
- 23 - Slag bij Tiel: Eduard van Gelre verslaat zijn broer Reinoud III van Gelre, zet hem gevangen en neemt het hertogdom Gelre over. (zie Gelderse Broederstrijd)

juni
- 23 - Het tweede deel wordt voltooid van de Hernse Bijbel, de eerste middelnederlandse vertaling van de bijbel.

september
- 9 - De overheden van een aantal Friese landen komen in Groningen bijeen om het verbond van de Opstalboom te vernieuwen.
- 10 - Eduard van Woodstock (de Zwarte Prins) trouwt met Johanna van Kent.

zonder datum
- Boeda wordt de hoofdstad van Hongarije.
- De Universiteit van Pavia wordt gesticht.
- Debrecen ontvangt stadsrechten.

## Opvolging
- Auvergne en Boulogne - Filips van Rouvres opgevolgd door zijn oudoom Jan I
- Baden-Pforzheim - Rudolf V opgevolgd door zijn neef Rudolf VI van Baden-Baden
- Bourgondië (graafschap) - Filips van Rouvres opgevolgd door zijn tante Margaretha van Frankrijk
- Bourgondië (hertogdom) - Filips van Rouvres opgevolgd door Jan II van Frankrijk
- Brunswijk-Grubenhagen - Ernst I opgevolgd door zijn zoons Albrecht I van Brunswijk-Grubenhagen en Frederik I van Brunswijk-Osterode
- Ferrara en Modena - Aldobrandino III d'Este opgevolgd door zijn broer Niccolò II d'Este
- Gelre - Reinoud III opgevolgd door zijn broer Eduard
- Gulik - Willem VI/I opgevolgd door zijn zoon Willem II
- Mamelukken (Egypte) - An-Nasir Hasan opgevolgd door al-Mansur Muhammad
- Naxos - Giovanni I opgevolgd door Fiorenza
- Venetië - Giovanni Dolfin opgevolgd door Lorenzo Celsi

## Afbeeldingen

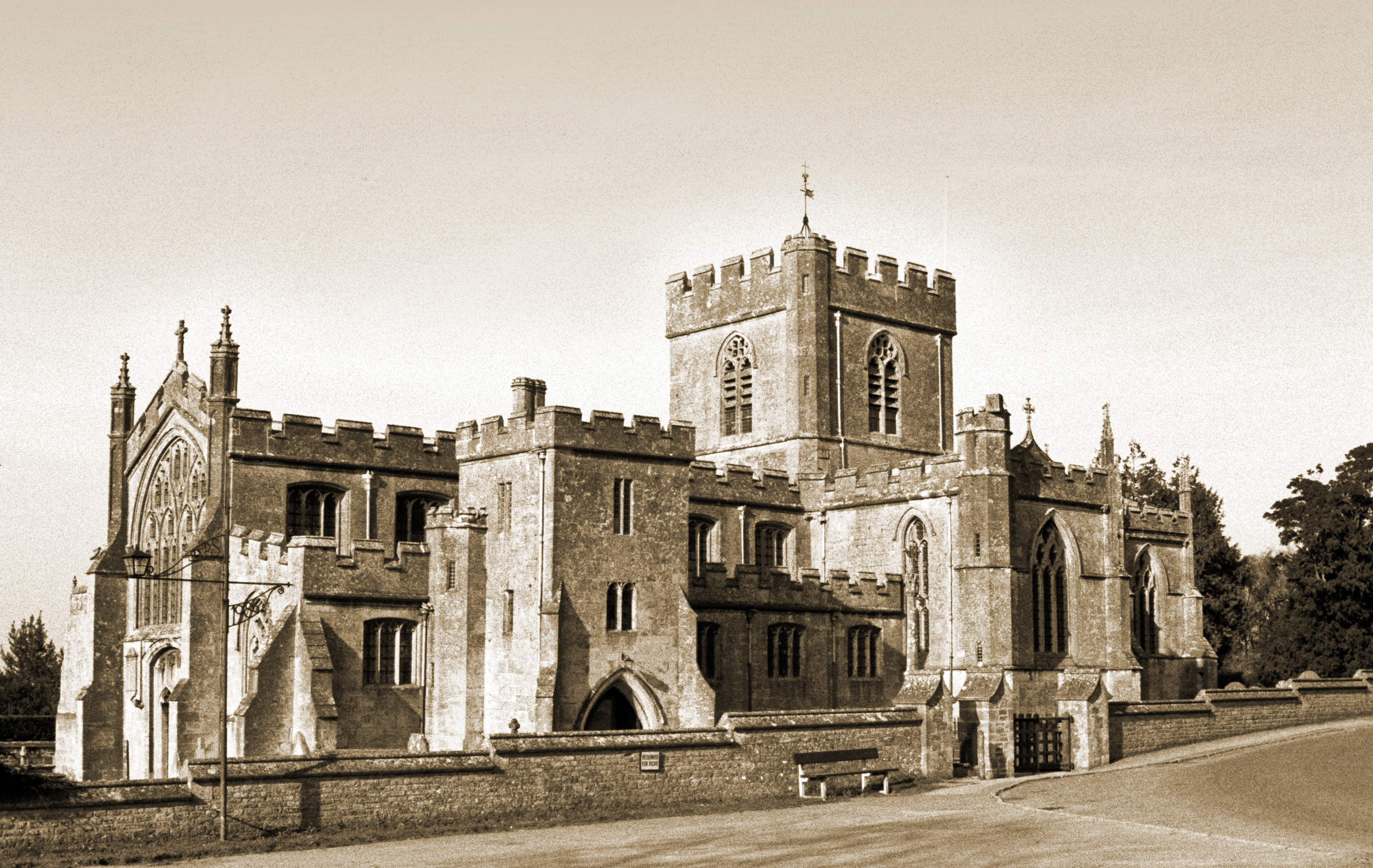
Kerk van Edington, Engeland (1361)

## Geboren
- 26 februari - Wenceslaus van Luxemburg, koning van Duitsland (1378-1400)
- 22 juli - Karel III, koning van Navarra (1387-1425)
- John Beaumont, Engels militair
- Karel van Beaumont, Frans-Spaans edelman

## Overleden
- 7 januari - Gerlach I van Nassau (~72), graaf van Nassau
- januari - Diederik van Heinsberg, graaf van Loon
- 26 februari - Willem VI, hertog van Gulik
- 9 maart - Ernst I van Brunswijk-Grubenhagen (~63), Duits edelman
- 24 maart - Hendrik van Grosmont (~60), Engels edelman (builenpest)
- 30 april - Otto van Hessen (~59), aartsbisschop van Maagdenburg
- 2 juni - Philippe de Vitry (69), Frans bisschop en componist
- 16 juni - Johannes Tauler (~60), Duits mysticus
- 28 augustus - Rudolf V van Baden-Pforzheim, Duits edelman
- augustus - María van Padilla, minnares van Peter I van Castilië
- 18 september - Lodewijk V (46), hertog van Beieren
- 21 november - Filips van Rouvres (~15), graaf en hertog van Bourgondië
- 25 december - Agnes van Silezië (~68), Duits edelvrouw
- Aldobrandino III d'Este (~26), heer van Ferrara en Modena
- Blanche van Bourbon (~22), echtgenote van Peter I van Castilië
- Giovanni I, hertog van Naxos
- Jeanne van Bar (~66), Engels edelvrouw
- Lodewijk Heyligen (~57), Belgisch muziektheoreticus
- Reginald de Cobham, Engels edelman
- Walraven Berthout van Berlaer (~31), Brabants edelman
- Johannes Buridanus, Frans filosoof (vermoedelijke jaartal)